# Sayn-Wittgenstein (Familienname)
zu Sayn-Wittgenstein ist der Familienname folgender Personen:
- Adolph Ernst zu Sayn-Wittgenstein-Hohenstein (1783–1856), deutscher Beamter und Landtagsabgeordneter
- Albrecht zu Sayn-Wittgenstein-Berleburg (Standesherr, 1777) (1777–1851), deutscher Standesherr
- Albrecht zu Sayn-Wittgenstein-Berleburg (Standesherr, 1834) (1834–1904), deutscher Standesherr
- Alexander zu Sayn-Wittgenstein-Hohenstein (1801–1874), deutscher Standesherr
- Alexander zu Sayn-Wittgenstein-Sayn (* 1943), deutscher Unternehmer, Präsident der Deutschen Burgenvereinigung und Chef des Hauses Sayn-Wittgenstein-Sayn
- August David zu Sayn-Wittgenstein-Hohenstein (1663–1735), Regent der Grafschaft Sayn-Wittgenstein-Hohenstein
- August Ludwig zu Sayn-Wittgenstein-Berleburg (1788–1874), General und nassauischer Staatsminister
- August zu Sayn-Wittgenstein-Hohenstein (1868–1948), deutscher Fürst und Standesherr
- August Wittgenstein (* 1981), deutscher Schauspieler
- Botho Prinz zu Sayn-Wittgenstein-Hohenstein (1927–2008), deutscher Politiker, CDU-Bundestagsabgeordneter von 1965 bis 1980, Präsident des Deutschen Roten Kreuzes von 1982 bis 1994
- Carolyne zu Sayn-Wittgenstein (1819–1887), Lebensgefährtin Franz Liszts
- Casimir zu Sayn-Wittgenstein-Berleburg (1687–1741), Graf von Wittgenstein-Berleburg, Bauherr, siehe Casimir (Sayn-Wittgenstein-Berleburg)
- Casimir Johannes Prinz zu Sayn-Wittgenstein-Berleburg (1917–2010), deutscher Unternehmer und Politiker
- Christian Heinrich zu Sayn-Wittgenstein-Berleburg (1753–1800), Graf (ab 1796) Fürst der Grafschaft Sayn-Wittgenstein-Berleburg.
- Corinna zu Sayn-Wittgenstein-Sayn (* 1964), deutsche Geschäftsfrau, Freundin des spanischen Königs Juan Carlos I.
- Emil zu Sayn-Wittgenstein-Berleburg (1824–1878), kaiserlich-russischer General
- Filippa Sayn-Wittgenstein (1980–2001), deutsche Fotografin und Tagebuchautorin
- Franz zu Sayn-Wittgenstein-Berleburg (1778–1854), preußischer Generalmajor
- Friederike zu Sayn-Wittgenstein (* 1961), Professorin für Pflegewissenschaft, Fachhochschule Osnabrück
- Friedrich zu Sayn-Wittgenstein-Hohenstein (1708–1756), deutscher Graf aus dem Hause Sayn-Wittgenstein
- Friedrich Karl zu Sayn-Wittgenstein-Hohenstein (1766–1837), deutscher Fürst
- Gabriela zu Sayn-Wittgenstein-Sayn (* 1950), deutsche Unternehmerin
- Georg Ernst von Sayn-Wittgenstein-Berleburg (1735–1792), königlich französischer Generalleutnant
- Gustav zu Sayn-Wittgenstein-Berleburg (1837–1889), deutscher Adliger und Abgeordneter
- Gustav Albrecht zu Sayn-Wittgenstein-Berleburg (1907–1944), deutscher Adliger
- Gustav zu Sayn-Wittgenstein-Hohenstein (1633–1701), deutscher Reichsgraf
- Heinrich Prinz zu Sayn-Wittgenstein (1916–1944), deutscher Nachtjägerpilot im Zweiten Weltkrieg
- Henrich Albrecht zu Sayn-Wittgenstein-Hohenstein (1658–1723), Regent der Grafschaft Sayn-Wittgenstein-Hohenstein
- Hubertus Prinz zu Sayn-Wittgenstein-Berleburg (* 1948), deutscher Unternehmer, Inhaber des Familienbetriebes Land- und Forstwirtschaft in Odenthal
- Johann Ludwig zu Sayn-Wittgenstein-Hohenstein (1740–1796), Regent der Grafschaft Sayn-Wittgenstein-Hohenstein
- Leonilla zu Sayn-Wittgenstein (1816–1918), russische Adlige, Fürstin zu Sayn-Wittgenstein-Sayn
- Louise Juliane zu Sayn-Wittgenstein-Sayn, Gräfin zu Erbach (1603–1670), siehe Louise Juliane von Erbach
- Ludwig I. (der Ältere), Graf von Sayn zu Wittgenstein (1532–1605), Graf von Wittgenstein, siehe Ludwig I. (Wittgenstein)
- Ludwig II. (der Jüngere) Graf zu Sayn-Wittgenstein zu Wittgenstein (1571–1634), deutscher Adliger und Begründer der Linie Sayn-Wittgenstein-Wittgenstein, siehe Ludwig II. (Wittgenstein)
- Ludwig Adolf Peter zu Sayn-Wittgenstein (1769–1843), Generalfeldmarschall der russischen Armee
- Ludwig Casimir zu Sayn-Wittgenstein-Berleburg (1598–1643), ein Enkel Ludwig des Älteren und Regent der Grafschaft Sayn-Wittgenstein-Berleburg
- Ludwig Ferdinand zu Sayn-Wittgenstein-Berleburg (1712–1773), Graf zu Sayn-Wittgenstein-Berleburg
- Ludwig Ferdinand Prinz zu Sayn-Wittgenstein-Berleburg (* 1942), deutscher Waldbesitzer und Unternehmer
- Ludwig Franz zu Sayn-Wittgenstein-Berleburg (1660–1694), deutscher Adliger und regierender Graf von Wittgenstein-Berleburg
- Ludwig zu Sayn-Wittgenstein-Hohenstein (1831–1912), deutscher Fürst und Standesherr
- Ludwig Christian zu Sayn-Wittgenstein-Hohenstein (1629–1683), Regent der Grafschaft Sayn-Wittgenstein-Hohenstein
- Ludwig Adolf Friedrich zu Sayn-Wittgenstein-Sayn (1799–1866), Fürst zu Sayn und Wittgenstein, Fürst zu Sayn-Wittgenstein-Sayn und kaiserlich-russischer Feldmarschall
- Margareta zu Sayn-Wittgenstein-Berleburg (1909–2005), schwedische Gräfin
- Marianne Sayn-Wittgenstein-Sayn (1919–2025), österreichische Fotografin
- Nathalie zu Sayn-Wittgenstein-Berleburg (* 1975), deutsch-dänische Dressurreiterin
- Ottokar Graf zu Sayn-Wittgenstein-Berleburg (1911–1995), deutscher Mediziner, Psychiater und Psychoanalytiker
- Richard zu Sayn-Wittgenstein-Berleburg (der Ältere) (der Ältere) (1882–1925), deutscher Fürst und Chef des Hauses Sayn-Wittgenstein-Berleburg
- Richard zu Sayn-Wittgenstein-Berleburg (1934–2017), deutscher Unternehmer, Chef des Hauses Sayn-Wittgenstein-Berleburg
- Wilhelm zu Sayn-Wittgenstein-Hohenstein (1770–1851), preußischer Minister

von Sayn-Wittgenstein ist der Familienname folgender Personen:
- Andrea von Sayn-Wittgenstein, österreichische Unternehmerin und Reality-TV-Teilnehmerin
- Doris von Sayn-Wittgenstein, deutsche Politikerin (AfD)
- Karl-Heinz Richard von Sayn-Wittgenstein (* 1954), deutscher Unternehmer und Reality-TV-Teilnehmer